# Beroniscus marcelli
Beroniscus marcelli là một loài chân đều trong họ Trichoniscidae. Loài này được Vandel miêu tả khoa học năm 1969.